# Captain Jinks of the Horse Marines
Captain Jinks of the Horse Marines è un film muto del 1916 diretto da Fred E. Wright. Si basa sul lavoro teatrale di Clyde Fitch che venne portato in scena a Broadway con discreto successo nel 1901 al Garrick Theatre, interpretato da H. Reeves Smith nel ruolo di Jinks e da Ethel Barrymore in quello di Madame Trentoni.

## Trama
1870. Robert Jinks scommette con gli amici che riuscirà a conquistare Madame Trentoni, una diva dell'opera. Quando però conosce la donna, se ne innamora e cerca di convincere gli altri a lasciar perdere la sfida. Ma due di questi, gelosi, vanno dal padre della cantante e gli raccontano che Robert frequenta sua figlia solo a causa della scommessa. Ovviamente, la Trentoni rompe ogni rapporto con Robert. Ma questi riesce ad avvicinarla e a spiegarle di essersi innamorato veramente. I due si riconciliano, facendo piani per un futuro in comune.

## Produzione
Il film fu prodotto dalla Essanay Film Manufacturing Company.

## Distribuzione
Distribuito dalla V-L-S-E, il film uscì nelle sale cinematografiche statunitensi il 17 gennaio 1916.